# Coryphodon

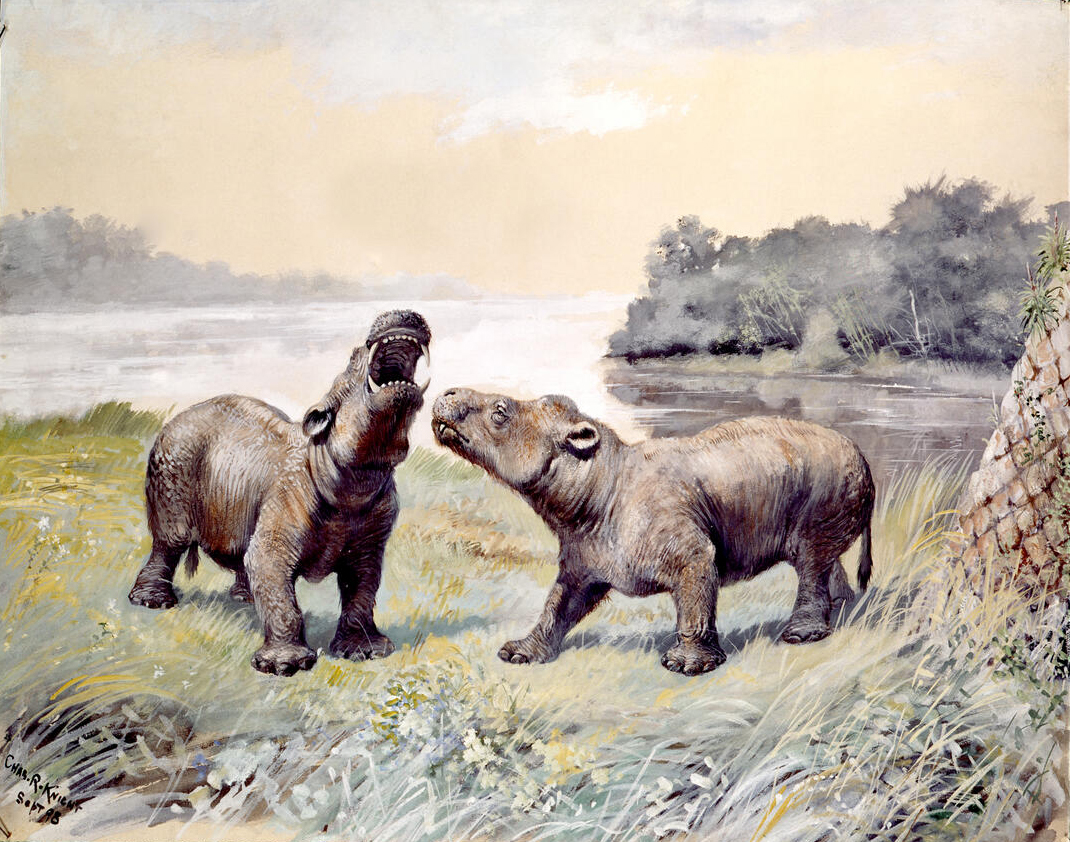
Coryhpon, förslag för dess utseende av Charles R. Knight.

Coryphodon var ett släkte av utdöda hovdjur, tillhörande familjen Coryphondontidæ, och ordningen Amblypoda Enligt modernare forskning ordningen Pantodonter).
Coryphodon kännetecknades av tung kroppsbyggnad, grovt byggda extremiteter med plantigrada eller semiplantigrada fötter. Huvudet var mycket stort, och kraniet försett med en hög nackkam. De övre hörntänderna var utbildade till långa, dolkformiga betar.
Coryphodon var särskilt talrikt representerade i Nordamerikas eocen, men förekom även i Europa.